# Список українських чемпіонів і призерів світу з боксу
Список українських чемпіонів світу з боксу у аматорському та професійному спорті, хоча б за однією з чотирьох основних санкційних організацій: Світової боксерської асоціації (WBA) (титул Regular не враховується), Світової боксерської ради (WBC), Міжнародної боксерської федерації (IBF), Світової боксерської організації (WBO), а також від журналу The Ring.

## Аматорський бокс

### Олімпійські чемпіони
| № | Ім'я             | Олімпіада     | Вагова категорія | Примітки                   |
| - | ---------------- | ------------- | ---------------- | -------------------------- |
| 1 | Володимир Кличко | Атланта, 1996 | Надважка         |                            |
| 2 | Василь Ломаченко | Пекін, 2008   | Напівлегка       | Отримав Кубок Вела Баркера |
| 2 | Василь Ломаченко | Лондон, 2012  | Легка            |                            |
| 3 | Олександр Усик   | Лондон, 2012  | Важка            |                            |
| 4 | Олександр Хижняк | Париж, 2024   | Середня          |                            |

### Чемпіони світу
| № | Ім'я              | Чемпіонат     | Вагова категорія | Примітки                 |
| - | ----------------- | ------------- | ---------------- | ------------------------ |
| 1 | Віктор Савченко   | Белград, 1978 | Середня          |                          |
| 2 | Олександр Ягубкін | Мюнхен, 1982  | Важка            |                          |
| 3 | Василь Ломаченко  | Мілан, 2009   | Напівлегка       | Кращий боксер чемпіонату |
| 3 | Василь Ломаченко  | Баку, 2011    | Легка            |                          |
| 4 | Тарас Шелестюк    | Баку, 2011    | Перша середня    |                          |
| 5 | Євген Хитров      | Баку, 2011    | Середня          |                          |
| 6 | Олександр Усик    | Баку, 2011    | Важка            |                          |
| 7 | Олександр Хижняк  | Гамбург, 2017 | Середня          | Кращий боксер чемпіонату |
| 8 | Юрій Захарєєв     | Белград, 2021 | Перша середня    |                          |

## Професійний бокс
В список включається лише володарі основних титулів за однією з чотирьох основних санкційних організацій: Світової боксерської асоціації (WBA), Світової боксерської ради (WBC), Міжнародної боксерської федерації (IBF), Світової боксерської організації (WBO), а також від журналу The Ring. 

### Чоловіки
| №  | Ім'я                | Статистика | Статистика      | Вагова категорія                  | Титул(и) та роки володіння |
| №  | Ім'я                | Загальна   | Чемпіонські бої | Вагова категорія                  | Титул(и) та роки володіння |
| -- | ------------------- | ---------- | --------------- | --------------------------------- | --- |
| 1  | Віталій Кличко      | 45–2       | 15–2            | Важка                             | WBO 1999-2000, WBC 2004-2005, 2008-2013, The Ring 2004-2005                                                                                               |
| 2  | Володимир Кличко    | 64–5       | 25–4            | Важка                             | WBO 2000-2003, 2008-2015, IBF 2006-2015, WBA (super) 2011-2015, The Ring 2009-2015                                                                        |
| 3  | Володимир Сидоренко | 22–3–2     | 5–2–2           | Легша                             | WBA 2005-2008 |
| 4  | Сергій Дзиндзирук   | 37–2–1     | 7–1             | Перша середня                     | WBO 2005-2010 |
| 5  | Андрій Котельник    | 32–4–1     | 3–2–1           | Перша напівсередня                | WBA 2008-2009 |
| 6  | Юрій Нужненко       | 31-3       | 5–1             | Напівсередня                      | WBA 2008-2009 |
| 7  | В'ячеслав Сенченко  | 37-2-0     | 4-1             | Напівсередня                      | WBA 2009-2012 |
| 8  | Василь Ломаченко    | 17–3       | 13–3            | Напівлегка Друга напівлегка Легка | WBO 2014-2016 WBO 2016-2018 WBA 2018-2020, The Ring 2018-2020, WBO 2018-2020, WBC 2019-2020, IBF 2024-2025, IBO 2024-2025                                 |
| 9  | Віктор Постол       | 31–5       | 1–2             | Перша напівсередня                | WBC 2015-2016 |
| 10 | Олександр Усик      | 22–0       | 10–0            | Перша важка Важка                 | WBO 2016-2019, WBC 2018-2019, IBF 2018-2019, WBA (super) 2018-2019, The Ring 2018-2019, WBO, IBF, WBA (super) з 2021, The Ring з 2022, WBC (super) з 2024 |
| 11 | Артем Далакян       | 22–1       | 6–1             | Найлегша                          | WBA з 2018-2024 |
| 12 | Олександр Гвоздик   | 20–1       | 2–1             | Напівважка                        | WBC 2018-2019 |
| 13 | Денис Берінчик      | 19–1       | 1–1             | Легка                             | WBO 2024–2025 |

     Чинний чемпіон

### Жінки
| № | Ім'я              | Статистика | Статистика      | Вагова категорія | Титул(и) та роки володіння |
| № | Ім'я              | Загальна   | Чемпіонські бої | Вагова категорія | Титул(и) та роки володіння |
| - | ----------------- | ---------- | --------------- | ---------------- | -------------------------- |
| 1 | Аліна Шатернікова | 16–2       | 1–2             | Найлегша         | WIBF 2002                  |
|   |                   |            |                 |                  |                            |

## Призери
Нижче наведено список українських боксерів-чоловіків, які посідали призові місця на престижних міжнародних змаганнях (Олімпійські ігри, чемпіонат Європи чи світу).

### Важка вага (Понад 90,72 кг)
- Вихрист Віктор — чемпіон Європи (2017) та Європейських ігор (2019).
- Глазков В'ячеслав — бронзовий призер Олімпійських ігор (2008), срібний призер чемпіонату світу (2007).
- Лазебник Володимир — срібний призер чемпіонату Європи (1998).
- Мазікін Олексій — срібний призер чемпіонату світу (2001).
- Капітоненко Роман — срібний призер чемпіонату світу (2009), бронзовий призер чемпіонату Європи (2008, 2010).
- Руденко Андрій — володар титулу WBC International Silver (2016-2017).
- Царіков Артем — бронзовий призер чемпіонату Європи (2002).

### Перша важка вага (90,72 кг)
- Манукян Геворг — бронзовий призер чемпіонату світу (2015), бронзовий призер Європейських ігор (2015).
- Пояцика Денис — чемпіон Європи (2006), бронзовий призер чемпіонату Європи (2010, 2013).
- Узелков В'ячеслав — бронзовий призер чемпіонату світу (2001), срібний призер чемпіонату Європи (2002).

### Напівважка вага (79,4 кг)
- Зауличний Ростислав — срібний призер Олімпійських ігор (1992), бронзовий призер чемпіонатів світу (1993) та Європи (1991, 1993).
- Перун Віктор — срібний призер чемпіонату світу (2001), бронзовий призер чемпіонату Європи (2002).
- Сапун Іван — бронзовий призер чемпіонату Європи (2022).
- Сенай Іван — чемпіон Європи (2008).
- Сіллах Ісмаїл — срібний призер чемпіонату світу (2005), срібний призер чемпіонату Європи (2006).
- Трофімов Олексій — бронзовий призер чемпіонату світу (1999).
- Федчук Андрій — бронзовий призер Олімпійських ігор (2000), бронзовий призер чемпіонату Європи (2004).

### Друга середня вага (76,2 кг)
- Давиденко Олександр — бронзовий призер чемпіонату Європи (1993).
- Дерев'янченко Сергій — бронзовий призер чемпіонату світу (2007).

### Середня вага (72,6 кг)
- Зубріхін Олександр — бронзовий призер чемпіонату Європи (2000).
- Кліманов Анатолій — бронзовий призер чемпіонату світу (1974), чемпіон Європи (1973, 1975).
- Машкін Олег — срібний призер чемпіонату світу (2003), чемпіон Європи (2002).
- Митрофанов Дмитро — бронзовий призер чемпіонату Європи (2011), золотий призер Універсіади (2013).

### Перша середня вага (69,9 кг)
- Барабанов Євген — бронзовий призер чемпіонату Європи (2017) та Європейських ігор (2019).
- Доценко Сергій — срібний призер Олімпійських ігор (2000).
- Самофалов Ярослав — бронзовий призер Європейських ігор (2015).
- Шелестюк Богдан — бронзовий призер чемпіонату Європи (2013).

### Напівсередня вага (66,7 кг)
- Бокало Олександр — срібний призер чемпіонату Європи (2002).
- Бражник Валерій — срібний призер чемпіонату Європи (2000).
- Городнічов Сергій — бронзовий призер чемпіонату світу (1993).
- Стрецький Олександр — бронзовий призер чемпіонату Європи (2006).

### Перша напівсередня вага (63,5 кг)
- Берінчик Денис — срібний призер Олімпійських ігор (2012), срібний призер чемпіонату світу (2011), бронзовий призер Універсіади (2013),Чемпіон світу за версією WBO.
- Золотов Юрій — бронзовий призер чемпіонату світу (2001).
- Ключко Олександр — бронзовий призер чемпіонату Європи (2006, 2010).
- Пащук Ігор — срібний призер чемпіонату Європи (2004).
- Петров Віктор — бронзовий призер Європейських ігор (2015).

### Легка вага (61,2 кг)
- Іщенко Павло — чемпіон Європи (2013).
- Шестак Юрій — чемпіон Європи (2017), бронзовий призер чемпіонату Європи (2022).
- Ломаченко Василь Анатолійович - чемпіон світу у профі.

### Друга напівлегка вага (59,0 кг)
- Колесник Володимир Любомирович — срібний призер чемпіонату світу (2001).
- Матвійчук Володимир Миколайович — бронзовий призер чемпіонату Європи (2011).
- Ломаченко Василь Анатолійович - чемпіон світу у профі.

### Друга легша вага (55,3 кг)
- Буценко Микола — бронзовий призер чемпіонату світу (2013), срібний призер чемпіонату Європи (2013).
- Данильченко Сергій — бронзовий призер Олімпійських ігор (2000), чемпіон Європи (1998).

### Легша вага (53,5 кг)
- Мірошниченко Віктор — срібний призер Олімпійських ігор (1980), срібний призер чемпіонату світу (1982), чемпіон Європи (1981).

### Найлегша вага (50,8 кг)
- Засипко Владислав — бронзовий призер чемпіонату світу (1974), чемпіон Європи (1973, 1975).
- Ткаченко Олександр — чемпіон Європи (1975) та срібний призер чемпіонату Європи (1977)
- Чигаєв Георгій — чемпіон Європи (2008), срібний призер чемпіонату Європи (2010).

### Перша найлегша вага (49,0 кг)
- Замотаєв Дмитро — бронзовий призер чемпіонату світу (2015), бронзовий призер Європейських ігор (2015).
- Кирюхін Олег — бронзовий призер Олімпійських ігор (1996), бронзовий призер чемпіонату Європи (1998).
- Ковганко Сергій — бронзовий призер чемпіонату Європи (1996).
- Сидоренко Валерій — чемпіон Європи (2000).